# Monosynamma sabulicola
Monosynamma sabulicola ist eine Wanzenart aus der Familie der Weichwanzen (Miridae). Ihr Artstatus wird von manchen Autoren angezweifelt, die sie mit Monosynamma bohemanni synonymisieren.

## Merkmale
Die Wanzen werden 3,4 bis 4,2 Millimeter lang. Die Gattung Monosynamma umfasst Wanzen mit grauer bis grauschwarzer Grundfarbe. Ihr zweites Fühlerglied ist viel länger als der Kopf breit ist und die Sporne der Schienen (Tibien) entspringen aus schwarzen Punkten. Die Arten dieser Gattung sind sehr schwer zu unterscheiden. Monosynamma sabulicola ist im Durchschnitt die breiteste Art der Gattung und hat die längsten Fühler. Für eine sichere Bestimmung müssen deswegen mehrere Individuen verglichen werden.

## Vorkommen und Lebensraum
Die Art ist in Großbritannien, den Niederlanden, Deutschland, Polen, Tschechien und Österreich verbreitet. Sie ist nur lokal nachgewiesen und nicht häufig. Besiedelt werden die Ufer größerer Flüsse, im Süden Englands findet man sie auch in Dünentälern, feuchten Heiden und Schottergruben.

## Lebensweise
Die Wanzen leben an schmalblättrigen Weidenarten (Salix), wie etwa Korb-Weide (Salix viminalis), Silber-Weide (Salix alba) und Bruch-Weide (Salix fragilis). In England ist sie auch auf Kriech-Weide (Salix repens) nachgewiesen. Die adulten Wanzen kann man von Mitte Juni bis August beobachten.

## Belege